# Diocesi di Busan
La diocesi di Busan (in latino Dioecesis Busanensis) è una sede della Chiesa cattolica in Corea suffraganea dell'arcidiocesi di Daegu. Nel 2022 contava 459.957 battezzati su 5.458.634 abitanti. È retta dal vescovo Joseph Son Sam-seok.

## Territorio
La diocesi comprende i seguenti territori della Corea del Sud:
- le aree metropolitane di Busan e Ulsan;
- la città di Yangsan e parte delle città di Gimhae e Miryang nella provincia di Sud Gyeongsang.

Sede vescovile è la città di Busan, dove si trova la cattedrale della Santa Famiglia.
Il territorio si estende su 3.300 km² ed è suddiviso in 125 parrocchie.

## Storia
Il vicariato apostolico di Busan fu eretto il 21 gennaio 1957 con la bolla Quandoquidem novas di papa Pio XII, ricavandone il territorio dal vicariato apostolico di Taiku (oggi arcidiocesi di Daegu).
Il 10 marzo 1962 il vicariato apostolico è stato elevato a diocesi, nel contesto dell'istituzione della gerarchia ecclesiastica coreana, con la bolla Fertile Evangelii semen di papa Giovanni XXIII.
Il 15 febbraio 1966 ha ceduto una porzione del suo territorio a vantaggio dell'erezione della diocesi di Masan.

## Cronotassi dei vescovi
Si omettono i periodi di sede vacante non superiori ai 2 anni o non storicamente accertati.
- John A. Choi Jae-seon † (26 gennaio 1957 - 19 settembre 1973 dimesso)
- Gabriel Lee Gab-sou † (5 giugno 1975 - 28 agosto 1999 ritirato)
- Augustine Cheong Myong-jo † (28 agosto 1999 - 1º giugno 2007 deceduto)
- Paul Hwang Cheol-soo (21 novembre 2007 - 18 agosto 2018 dimesso)
- Joseph Son Sam-seok, dal 10 aprile 2019[3]

## Statistiche
La diocesi nel 2022 su una popolazione di 5.458.634 persone contava 459.957 battezzati, corrispondenti all'8,4% del totale.
| anno | popolazione | popolazione | popolazione | presbiteri | presbiteri | presbiteri | presbiteri                | diaconi | religiosi | religiosi | parrocchie |
| anno | battezzati  | totale      | %           | numero     | secolari   | regolari   | battezzati per presbitero | diaconi | uomini    | donne     | parrocchie |
| ---- | ----------- | ----------- | ----------- | ---------- | ---------- | ---------- | ------------------------- | ------- | --------- | --------- | ---------- |
| 1970 | 75.477      | 2.604.055   | 2,9         | 67         | 52         | 15         | 1.126                     |         | 16        | 140       | 36         |
| 1980 | 121.409     | 3.776.180   | 3,2         | 77         | 58         | 19         | 1.576                     |         | 19        | 410       | 53         |
| 1990 | 256.722     | 4.994.626   | 5,1         | 103        | 82         | 21         | 2.492                     |         | 34        | 766       | 69         |
| 1999 | 346.049     | 5.436.475   | 6,4         | 180        | 162        | 18         | 1.922                     |         | 35        | 746       | 91         |
| 2000 | 357.593     | 5.415.446   | 6,6         | 189        | 169        | 20         | 1.892                     |         | 43        | 757       | 92         |
| 2001 | 368.436     | 5.368.563   | 6,9         | 201        | 179        | 22         | 1.833                     |         | 43        | 867       | 92         |
| 2002 | 375.098     | 5.370.679   | 7,0         | 212        | 189        | 23         | 1.769                     |         | 49        | 765       | 93         |
| 2003 | 374.532     | 5.449.037   | 6,9         | 240        | 215        | 25         | 1.560                     |         | 46        | 381       | 98         |
| 2004 | 379.030     | 5.437.906   | 7,0         | 249        | 225        | 24         | 1.522                     |         | 51        | 661       | 95         |
| 2010 | 415.157     | 5.538.219   | 7,5         | 295        | 274        | 21         | 1.407                     |         | 43        | 834       | 110        |
| 2012 | 422.012     | 5.560.101   | 7,6         | 321        | 304        | 17         | 1.314                     |         | 29        | 619       | 119        |
| 2015 | 442.392     | 5.617.267   | 7,9         | 327        | 310        | 17         | 1.352                     |         | 31        | 636       | 123        |
| 2018 | 454.890     | 5.613.436   | 8,1         | 339        | 315        | 24         | 1.341                     |         | 38        | 682       | 124        |
| 2020 | 460.003     | 5.562.110   | 8,3         | 347        | 326        | 21         | 1.325                     |         | 41        | 688       | 125        |
| 2022 | 459.957     | 5.458.634   | 8,4         | 345        | 327        | 18         | 1.333                     |         | 35        | 711       | 125        |